# Liste der Baudenkmäler in Erlangen/A
Diese Liste ist eine Teilliste der Liste der Baudenkmäler in Erlangen. Grundlage der Liste ist die Bayerische Denkmalliste, die auf Basis des bayerischen Denkmalschutzgesetzes vom 1. Oktober 1973 erstmals erstellt wurde und seither durch das Bayerische Landesamt für Denkmalpflege geführt und aktualisiert wird. Die folgenden Angaben ersetzen nicht die rechtsverbindliche Auskunft der Denkmalschutzbehörde.
Dieser Teil der Liste beschreibt die denkmalgeschützten Objekte an folgenden Erlanger Straßen und Plätzen:
- Adlerstraße
- Äußere Brucker Straße
- Altstädter Friedhof
- Altstädter Kirchenplatz
- Am Eichenwald
- Am Röthelheim
- An den Kellern
- Apfelstraße
- Artilleriestraße
- Atzelsberger Steige

## Adlerstraße
| Lage                     | Objekt     | Beschreibung | Akten-Nr.             | Bild       |
| ------------------------ | ---------- | --- | --------------------- | ---------- |
| Adlerstraße 2 (Standort) | Bürgerhaus | Zweigeschossiger Traufseitbau mit Mansarddach, verputzt, Dach und Giebel verschiefert, 17. Jahrhundert, im 19. Jahrhundert verändert | D-5-62-000-1 Wikidata | Bürgerhaus |
| Adlerstraße 4 (Standort) | Bürgerhaus | Zweigeschossiger Traufseitbau, Sandsteinquader, im Kern vor 1706                                                                     | D-5-62-000-2 Wikidata | Bürgerhaus |
| Adlerstraße 6 (Standort) | Bürgerhaus | Zweigeschossiger Satteldachbau mit Stufengiebel in Ecklage, Sandsteinquader, wohl vor 1706                                           | D-5-62-000-3 Wikidata | Bürgerhaus |

## Äußere Brucker Straße
| Lage | Objekt                                                                       | Beschreibung | Akten-Nr.                | Bild                                                                         |
| --- | ---------------------------------------------------------------------------- | --- | ------------------------ | ---------------------------------------------------------------------------- |
| Äußere Brucker Straße (Standort) | Brückkanal des Ludwig-Donau-Main-Kanals über den Röthelheimgraben            | Sandsteinquader, um 1836/45 | D-5-62-000-1073 Wikidata | weitere Bilder                                                               |
| Äußere Brucker Straße 24 (Standort)                                                                                                 | Evangelisch-lutherische Neustädter Friedhofskirche                           | Rechteckiger Saalbau mit Walmdach, 1783/87, verschieferter Dachreiter von 1827; mit Ausstattung | D-5-62-000-5 Wikidata    | weitere Bilder                                                               |
| Äußere Brucker Straße 24 (Standort)                                                                                                 | Neustädter Friedhof                                                          | Angelegt 1703 Friedhofsmauer Leichenhalle, eingeschossiger Sandsteinbau mit flachem Walmdach, 1854/55 erbaut nach revidiertem Plan des Inspektions-Ingenieurs Herzing, 1910 Vorhalle vergrößert, 1890/91 um eingeschossiges Wohnhaus mit Satteldach erweitert Zwei Beinhäuser in ANK, gewölbte Sandsteinbauten, das nördliche bezeichnet „1816“ mit Vasenbekrönungen, das südliche bezeichnet „1844“ (jetzt Ruhestätte Konsistorialpräsident Krause); Grabsteine 18., 19. und Anfang 20. Jahrhundert | D-5-62-000-4 Wikidata    | weitere Bilder                                                               |
| Äußere Brucker Straße 26 (Standort)                                                                                                 | Reformierter Friedhof                                                        | Besteht seit 1828 neben dem Neustädter Friedhof Friedhofsmauer Ehemalige Gruftkapelle, Sandsteinquaderbau mit Satteldach, 19. Jahrhundert Grabstätten, 19. und frühes 20. Jahrhundert | D-5-62-000-927 Wikidata  | weitere Bilder                                                               |
| Äußere Brucker Straße 26, auf dem Ehrenfriedhof (Standort)                                                                          | Kriegerdenkmal des 19. Bayerischen Infanterieregiments für 1914–18           | Große Stele auf zwei Löwensockeln, um 1920 | D-5-62-000-1015 Wikidata | weitere Bilder                                                               |
| Äußere Brucker Straße 49 (Standort)                                                                                                 | Ehemaliges Direktorenwohnhaus der Mechanischen Baumwollspinnerei Erlangen AG | Zweigeschossiger, traufständiger Satteldachbau, Ziegel mit Sandsteingliederung, asymmetrisch gruppiert, Neurenaissance, 1880 mit jüngeren Anbauten | D-5-62-000-1017 Wikidata | Ehemaliges Direktorenwohnhaus der Mechanischen Baumwollspinnerei Erlangen AG |
| Äußere Brucker Straße 51 (Standort)                                                                                                 | Ehemaliges Verwaltungsgebäude der ERBA                                       | Dreigeschossiger kubischer Bau mit zwei Querriegeln und Flachdach, Neue Sachlichkeit, 1927/28 von Richard Kohler, südwestlicher Querriegel aufgestockt | D-5-62-000-1018 Wikidata | Ehemaliges Verwaltungsgebäude der ERBA                                       |
| Äußere Brucker Straße 53 (Standort)                                                                                                 | Zentralfriedhof                                                              | Friedhofstor in historisierenden Formen und Süd- und Westmauer, 1895 Aussegnungshalle, Sandsteinquaderbau mit Säulenhalle, Satteldach mit Quergiebel und Glockenaufsatz, um 1895 Denkmal der in Kriegsgefangenschaft verstorbenen russischen Soldaten von 1916 bis 1921, in der Mitte Granitfindling mit kyrillischer Inschrift und seitlich davor zwei scharrierte Sarkophage aus Kunststein, um 1921 Transferierte Grabsteine 1-3, Sockel mit antikisierendem Dekor, flache obeliskenförmig zugeschnittene Stele, liegender Grabstein mit Kreuzrelief und schräg ansteigendem Postament für verlorengegangene Inschrifttafel Grabstätten, 19. und frühes 20. Jahrhundert | D-5-62-000-6 Wikidata    | weitere Bilder                                                               |
| Äußere Brucker Straße 56/58, 60/62, 64/66, 68/70, 72/74, 76/78/Rheinstraße 1/3, 2, 4/6, 8/10, 5, 7, 9/Am Erlanger Weg 13 (Standort) | Arbeitersiedlung der Baumwollspinnerei Erlangen                              | 14 Mehrfamilienhäuser, abwechslungsreich gegliederte Reihenhausgruppen aus zweigeschossigen Pavillonbauten und niedrigen Verbindungstrakten mit Mansard-, Sattel- und Walmdächern, häufig mit Lauben, nach Plänen von Fritz Walter und Architekturbüro Fritz Walter Nachf., Architekt Richard Kohler zwischen 1906 und 1913 erbaut | D-5-62-000-7 Wikidata    | weitere Bilder                                                               |

## Altstädter Friedhof
| Lage                                | Objekt                                                          | Beschreibung | Akten-Nr.                | Bild                |
| ----------------------------------- | --------------------------------------------------------------- | --- | ------------------------ | ------------------- |
| Altstädter Friedhof 1 (Standort)    | Evangelisch-lutherische Friedhofskirche der Altstadt St. Martin | Saalbau mit umlaufendem Traufgesims und Walmdach, 1288 bezeugt, Umbau und Erneuerung 1745/46 von Johann Georg Weiß, Turm mit welscher Haube über dreiseitig geschlossenem Ostchor 1927/28 neu errichtet; mit Ausstattung | D-5-62-000-9 Wikidata    | weitere Bilder      |
| Altstädter Friedhof 2, 3 (Standort) | Altstädter Friedhof                                             | Anlage nach 1383, Korbbogentor zum älteren Friedhof, Sandsteinquader, bezeichnet „1732“ Aussegnungshalle, eingeschossiger Walmdachbau aus Sandsteinquadern mit Rundbogenöffnungen 1853, Vorhallen-Anbau 1930 von Emil Zerler Grabsteine (teilweise wiederverwendet als Brunnensäulen) und Grufthäuschen, ab frühes 19. Jahrhundert | D-5-62-000-8 Wikidata    | weitere Bilder      |
| Altstädter Friedhof 3 (Standort)    | Friedhofswärterhaus                                             | Eingeschossiger, malerisch gruppierter Bau mit Satteldach, Mansarddach und Halbwalmdach, Altan über dem Eingang, verputzt, Heimatstil, 1912; vgl. Altstädter Friedhof | D-5-62-000-1024 Wikidata | Friedhofswärterhaus |

## Altstädter Kirchenplatz
| Lage                                 | Objekt                                      | Beschreibung | Akten-Nr.              | Bild                                        |
| ------------------------------------ | ------------------------------------------- | --- | ---------------------- | ------------------------------------------- |
| Altstädter Kirchenplatz 1 (Standort) | Ehemaliges Gasthaus Scharfes Eck            | Zweigeschossiger Sandsteinquaderbau in Ecklage über L-förmigem Grundriss, mit Satteldächern und geohrten Gewänden, 1755 | D-5-62-000-11 Wikidata | weitere Bilder                              |
| Altstädter Kirchenplatz 2 (Standort) | Bürgerhaus                                  | Zweigeschossiger, traufständiger Sandsteinquaderbau mit Satteldach, Eckpilastern und geohrten Fensterrahmungen, 1735 | D-5-62-000-12 Wikidata | Bürgerhaus                                  |
| Altstädter Kirchenplatz 3 (Standort) | Bürgerhaus                                  | Zweigeschossiger, traufständiger Sandsteinquaderbau mit Satteldach, 1718 | D-5-62-000-13 Wikidata | Bürgerhaus                                  |
| Altstädter Kirchenplatz 4 (Standort) | Bürgerhaus                                  | Zweigeschossiger, traufständiger Satteldachbau, Erdgeschoss sandsteinquadersichtig, Obergeschoss verputztes Fachwerk (modernisiert), 1722 | D-5-62-000-14 Wikidata | Bürgerhaus                                  |
| Altstädter Kirchenplatz 5 (Standort) | Ehemaliges St.-Georgen-Bräustübl            | Zweigeschossiger, verputzter Satteldachbau in Ecklage über L-förmigem Grundriss, Erdgeschoss Sandsteinquader, Obergeschoss Fachwerk, im Kern 1755, verändert 1896 | D-5-62-000-15 Wikidata | Ehemaliges St.-Georgen-Bräustübl            |
| Altstädter Kirchenplatz 6 (Standort) | Ehemalige Erich-Bräu, heute Haus Dreycedern | Dreigeschossiger Sandsteinquaderbau in Ecklage, über L-förmigem Grundriss, mit Satteldächern und Zwerchhaus, Untergeschosse Mitte 18. Jahrhundert, zweites Obergeschoss bezeichnet „1870“, mit östlichem, viergeschossigen Sandsteinquaderanbau mit Satteldach und Stichbogenarkaden, von W. Harbauer, bezeichnet „1873“ Zugehörig stattliche dreischiffige Bierkelleranlage unter dem Altstädter Kirchenplatz | D-5-62-000-16 Wikidata | Ehemalige Erich-Bräu, heute Haus Dreycedern |

## Am Eichenwald
| Lage                       | Objekt               | Beschreibung | Akten-Nr.              | Bild                 |
| -------------------------- | -------------------- | --- | ---------------------- | -------------------- |
| Am Eichenwald 6 (Standort) | Erdgeschossige Villa | Erdgeschossiger, verputzter Massivbau mit Satteldach, reichem barockisierendem Volutengiebel und südlichem Turmanbau, bezeichnet „1921“, erneuert 1958, in Garten mit Torpfeilern | D-5-62-000-17 Wikidata | Erdgeschossige Villa |

## Am Röthelheim
| Lage                                               | Objekt                        | Beschreibung | Akten-Nr.              | Bild           |
| -------------------------------------------------- | ----------------------------- | --- | ---------------------- | -------------- |
| Am Röthelheim 1/3/Nürnberger Straße 108 (Standort) | Baugenossenschafts-Wohnanlage | Dreigeschossiger, verputzter Walmdachbau in Ecklage, mit Zwerchgiebeln, Dachgauben, Putzgliederung und gerundetem Eckerker, nördlich zweigeschossiger Flügelanbau mit Mansarddach, von Emil Zerler, 1927/28 | D-5-62-000-20 Wikidata | weitere Bilder |

## An den Kellern
| Lage                                                                                              | Objekt                                               | Beschreibung | Akten-Nr.              | Bild                                   |
| ------------------------------------------------------------------------------------------------- | ---------------------------------------------------- | --- | ---------------------- | -------------------------------------- |
| An den Kellern (Standort)                                                                         | Erichkeller                                          | Kellerhäuschen Mitte 18. Jahrhundert | D-5-62-000-22 Wikidata | Erichkeller                            |
| An den Kellern (Standort)                                                                         | Niklaskeller                                         | 19. Jahrhundert | D-5-62-000-23 Wikidata | Niklaskeller                           |
| An den Kellern (Standort)                                                                         | Hofbräukeller                                        | 19. Jahrhundert | D-5-62-000-24 Wikidata | Hofbräukeller                          |
| An den Kellern (Standort)                                                                         | Henningerkeller                                      | 19. Jahrhundert; mit 861 Metern längster Keller | D-5-62-000-25 Wikidata | weitere Bilder                         |
| An den Kellern (Standort)                                                                         | Steinbachkeller                                      | 19. Jahrhundert | D-5-62-000-26 Wikidata | Steinbachkeller                        |
| An den Kellern (Standort)                                                                         | Tucherkeller                                         | Zweite Hälfte 18. Jahrhundert | D-5-62-000-27 Wikidata | weitere Bilder                         |
| An den Kellern (Standort)                                                                         | Hartmannskeller                                      | 18./19. Jahrhundert | D-5-62-000-28 Wikidata | Hartmannskeller                        |
| An den Kellern 19, 33, 35, Burgbergstraße 73, 81, 82, 83, 85, 88, Humboldtstraße 6, Pfaffweg 4 () | Felsenkeller zur Lagerung von Bier                   | umfangreiches, weitverzweigtes und miteinander verbundenes System von aus dem Fels gehauenen Gewölbekellern, teils mit Sandsteinquadern, teils mit Ziegelsteinen ausgemauert, angelegt Anfang 18. Jahrhundert, laufend erweitert und ausgebaut 19. Jahrhundert - 1945, zahlreich bezeichnet | D-5-62-000-1466        |                                        |
| An den Kellern 33 (Standort)                                                                      | Wellerkeller                                         | Kellerhäuschen bezeichnet „1768“ | D-5-62-000-29 Wikidata | Wellerkeller                           |
| An den Kellern 35 (Standort)                                                                      | Wohnhaus mit Walmdach und Helbigkeller               | 1949 von August Meier, einbezogen ehemaliges Kellerhäuschen, Sandsteinquader, spätes 18. Jahrhundert Terrassierter Hanggarten [Fl.Nr. 1291] | D-5-62-000-30 Wikidata | Wohnhaus mit Walmdach und Helbigkeller |
| An den Kellern 45 (Standort)                                                                      | Verbindungshaus Corps Guestphalia und Birknerskeller | Zweigeschossiger Walmdachbau, verputzt, um 1928 Kellerhäuschen, bezeichnet „1823“ | D-5-62-000-31 Wikidata | weitere Bilder                         |

## Apfelstraße
| Lage                      | Objekt                                                     | Beschreibung | Akten-Nr.              | Bild                               |
| ------------------------- | ---------------------------------------------------------- | --- | ---------------------- | ---------------------------------- |
| Apfelstraße 2 (Standort)  | Ehemaliges Gasthaus Goldener Greif                         | Dreigeschossiger, verputzter Satteldachbau, traufständig, 1699 | D-5-62-000-33 Wikidata | Ehemaliges Gasthaus Goldener Greif |
| Apfelstraße 3 (Standort)  | Bürgerhaus                                                 | Zweigeschossiger Sandsteinquaderbau mit Satteldach, Pilastergliederung, geohrten Fensterrahmungen und rundbogiger Toreinfahrt, im Inneren weitgehend erneuert, Gewölbekeller wohl spätes 17. Jahrhundert, bezeichnet „1752“; Teil des Gebäudes Hauptstraße 32 | D-5-62-000-34 Wikidata | Bürgerhaus                         |
| Apfelstraße 4 (Standort)  | Bürgerhaus                                                 | Zweigeschossiger, traufständiger Satteldachbau mit Zwerchhaus, Erdgeschoss sandsteinquadersichtig, Obergeschoss verputztes Fachwerk, 1699 | D-5-62-000-35 Wikidata | Bürgerhaus                         |
| Apfelstraße 9 (Standort)  | Wohnhaus                                                   | zweigeschossiger, traufseitiger Fachwerkbau mit Satteldach, hofseitig Laubengang, 1686; errichtet als Hintergebäude zu Hauptstraße 38 | D-5-62-000-1497        | BW                                 |
| Apfelstraße 10 (Standort) | Bürgerhaus                                                 | Dreigeschossiger, traufständiger Satteldachbau, Erdgeschoss sandsteinqaudersichtig, im Kern 1708, zweites Obergeschoss wohl nach 1774 | D-5-62-000-36 Wikidata | Bürgerhaus                         |
| Apfelstraße 12 (Standort) | Ehemaliger Wasserturm des Schlossgartens und der Orangerie | Dreigeschossiger Eckbau mit Pyramidendach, Unterbau sandsteinquadersichtig, zweites Obergeschoss verputztes Fachwerk, 1705, Rückbau von drei der ehemals vier Fachwerkobergeschosse 1876                                                                      | D-5-62-000-37 Wikidata | weitere Bilder                     |

## Artilleriestraße
| Lage                          | Objekt                                                               | Beschreibung | Akten-Nr.                         | Bild                                                                 |
| ----------------------------- | -------------------------------------------------------------------- | --- | --------------------------------- | -------------------------------------------------------------------- |
| Artilleriestraße (Standort)   | Ehemalige Artilleriekaserne mit Proviantamt                          | 1899 erste Baupläne genehmigt und ab 1900 bezogen; Planung von Garnisons-Baubeamten Haase und Regierungsbaumeister Dinser bearbeitet; Rohziegelsteinbauten mit Haustein- bzw. Betongusssteingliederung um 1900 sowie barockisierende Putzbauten der Ausbauzeit von 1912 Zu den einzelnen Gebäuden der Gesamtanlage siehe Artilleriestraße 5, Carl-Thiersch-Straße, Konrad-Zuse-Straße, Paul-Gordan-Straße, Von-der-Tann-Straße. Lazarett siehe Hartmannstraße 14 | D-5-62-000-928 Wikidata           | BW                                                                   |
| Artilleriestraße 5 (Standort) | Ehemaliges Dienstwohngebäude des Proviantamtes der Artilleriekaserne | Nach Planung von 1901 errichtet (Gebäude Nr. 4072) | D-5-62-000-928 zugehörig Wikidata | Ehemaliges Dienstwohngebäude des Proviantamtes der Artilleriekaserne |

## Atzelsberger Steige
| Lage                             | Objekt          | Beschreibung | Akten-Nr.       | Bild |
| -------------------------------- | --------------- | --- | --------------- | ---- |
| Atzelsberger Steige 5 (Standort) | Einfamilienhaus | zweigeschossiger, verputzter Massivbau mit Walmdach und getrepptem Zwerchhausgiebel, an der Nordseite eingeschossiger Seitenrisalit mit Satteldach, an der Ostseite zweigeschossiger Seitenrisalit mit Walmdach, an der Südseite Verandaanbau, expressionistisch, von Ludwig Ruff, 1924 | D-5-62-000-1486 | BW   |